# Reinhart Blochmann
Georg Rudolf Reinhart Blochmann (* 12. April 1848 in Berlin; † 29. Februar 1920 in Königsberg) war ein deutscher Chemiker.

## Leben
Reinhart Blochmann war der Sohn des Stadtgastechnikers und Dresdener Unternehmers Georg Moritz Sigismund Blochmann und Enkel des Ingenieurs und Gastechnik-Pioniers Rudolf Sigismund Blochmann.
Blochmann studierte bei Robert Wilhelm Bunsen an der Ruprecht-Karls-Universität Heidelberg und bei Carl Graebe an der Albertus-Universität Königsberg und wurde 1873 in Königsberg promoviert und 1878 habilitiert.
Anschließend wirkte er als Privatdozent an der Universität Königsberg.
1898 wurde er nominell Leiter einer Abteilung für technische Chemie und fungierte daneben bis 1906 für den ostpreußischen gewerblichen Zentralverein als Materialprüfer und Warentester.
Er war Autor einiger Lehrbücher und betätigte sich mit Vorträgen im Verein für fortbildende Vorträge. Kommunalpolitisch war er als Stadtverordneter für den Freisinn in Königsberg tätig.
Am 6. Februar 1893 wurde Reinhart Blochmann als Mitglied (Matrikel-Nr. 3021) in die Leopoldina aufgenommen.
Reinhart Blochmann war verheiratet und hatte sechs Kinder.

## Schriften
- Über die Vorgänge im Inneren der nichtleuchtenden Flamme des Bunsen'schen Brenners. Dalkowski, Königsberg 1873 Digitalisat
- Anleitung zur Darstellung chemischer anorganischer Präparate fur Chemiker und Pharmazeuten. Veit, Leipzig 1895 Digitalisat
- Luft, Wasser, Licht und Wärme. Acht Vorträge aus dem Gebiet der Experimental-Chemie. Aus Natur und Geisteswelt, 5, Teubner, Leipzig 1899 Digitalisat